# Jean-Christophe Folly
Pour les articles homonymes, voir Folly.
Jean-Christophe Folly est un acteur français d'origine togolaise.

## Filmographie

### Cinéma

#### Longs métrages
- 2008 : Cliente de Josiane Balasko : Toutoune
- 2009 : Eden à l'ouest de Costa-Gavras : Le chanteur/musicien
- 2009 : 35 rhums de Claire Denis : Ruben
- 2009 : Villa Amalia de Benoît Jacquot
- 2010 : Cargo, les hommes perdus de Léon Desclozeaux : Houdon
- 2011 : La Maladie du sommeil d'Ulrich Köhler : Docteur Alex Nzila
- 2012 : Vous n'avez encore rien vu d'Alain Resnais : Monsieur Henri (Compagnie de la Colombe)
- 2013 : Le Commencement de Loïc Barché
- 2013 : Clair obscur (Halbschatten) de Nicolas Wackerbarth : Kalu
- 2013 : Les Salauds de Claire Denis
- 2013 : Nevers d'Emilie Lamoine : Justin
- 2013 : La prima neve d'Andrea Segre : Dani
- 2014 : Fuori mira d'Erik Bernasconi : Germain
- 2015 : Il nostro ultimo de Ludovico Di Martino : D'Artagnan
- 2017 : Jeune Femme de Léonor Serraille : le médecin aux urgences
- 2018 : Les Goûts et les Couleurs de Myriam Aziza : Wali
- 2019 : L'Angle mort de Pierre Trividic et Patrick Mario Bernard : Dominick Brassan
- 2021 : I Comete de Pascal Tagnati : François-Régis
- 2022 : Sans filtre (Triangle of Sadness) de Ruben Östlund : Nelson
- 2022 : Un petit frère de Léonor Serraille : Jules César
- 2023 : Le Processus de paix d'Ilan Klipper : Dominic
- 2023 : Vincent doit mourir de Stéphan Castang : Lucas
- 2023 : Les Histoires d'amour de Liv S. d'Anna Luif

#### Courts et moyens métrages
- 2008 : Si je tombe de Bojina Panayotova : Colin
- 2008 : Le Petit chaperon rouge de Shinji Aoyama : Buster
- 2009 : À domicile de Bojina Panayotova : Vincent
- 2011 : To the Devil de Claire Denis
- 2014 : Coloriage d'Alice Butaud
- 2015 : Take What You Can Carry de Matthew Porterfield : Bastien
- 2018 : Yousef de Mohamed Hossameldin
- 2021 : Les Rescapés d'Emilie Lamoine

### Télévision

#### Séries télévisées
- 2000 : P.J., saison 4, épisode de 5 Esclavage de Benoît d'Aubert : Modibo
- 2012-2015 : Le Sang de la vigne, saison 2, épisode 2 Noces d'or à Sauternes d'Aruna Villiers, saison 5 épisode 3 Pour qui sonne l'angélus de René Manzor : Commandant Ralph
- 2022 : Ovni(s) : Daniel
- 2022 : Irma Vep (mini-série) d'Olivier Assayas : le prof d'art dramatique
- 2023 : Icon of French Cinema de Judith Godrèche : Vincent

#### Téléfilms
- 2003 : Rêves en France de Pascal Kané : Moussa

## Théâtre
- 2008 : L'Opérette imaginaire de Valère Novarina, mise en scène Jean Bellorini et Marie Ballet, Théâtre de la Cité internationale
- 2017 : Karamazov d'après Fiodor Dostoïevski, mise en scène Jean Bellorini, Théâtre Gérard Philipe, centre dramatique national de Saint-Denis–Mitia[2]
- 2018 : Harlem Quartet, d’après Just Above My Head de James Baldwin, mise en scène Élise Vigier
- 2019 : Salade, Tomate, Oignons de Jean-Christophe Folly, Comédie de Caen
- 2019 : James Baldwin - Richard Avedon : entretiens imaginaires de Kevin Keiss et Elise Vigier, Comédie de Caen, tournée[3]
- 2021 : La Nuit juste avant les forêts de Bernard-Marie Koltès, mise en scène Matthieu Cruciani, Comédie de Colmar tournée.
- 2025 : Bérénice de Racine, mise en scène Jean-René Lemoine, tournée[4] : Titus.